# Mistrzostwa Świata w Tenisie Stołowym 1983
37. Mistrzostwa świata w tenisie stołowym odbyły się w dniach 28 kwietnia – 9 maja 1983 roku w Tokio. Zawody zostały zdominowane przez reprezentantów Chin, którzy zwyciężyli w większości konkurencji.

## Końcowa klasyfikacja medalowa
| Miejsce | Państwo          | Złoto | Srebro | Brąz | Razem |
| ------- | ---------------- | ----- | ------ | ---- | ----- |
| 1       | Chiny            | 6     | 4      | 9    | 19    |
| 2       | Jugosławia       | 1     | 0      | 0    | 1     |
| 3       | Japonia          | 0     | 1      | 1    | 2     |
| 4       | Korea Południowa | 0     | 1      | 0    | 1     |
| 4       | Szwecja          | 0     | 1      | 0    | 1     |
| 6       | Korea Północna   | 0     | 0      | 1    | 1     |
| 6       | Węgry            | 0     | 0      | 1    | 1     |

## Medaliści
| Konkurencja:               | Złoto:                        | Srebro:                  | Brąz:                                          |
| gra pojedyncza kobiet      | Cao Yanhua                    | Yang Young-ja            | Qi Baoxiang Huang Jungun                       |
| gra pojedyncza mężczyzn    | Guo Yuehua                    | Cai Zhenhua              | Jiang Jaliang Wang Huiyuan                     |
| gra podwójna kobiet        | Dai Lili Shen Jianping        | Geng Lijuan Huang Junqun | Cao Yanhua Ni Xialian Pu Gijuan Tong Ling      |
| gra podwójna mężczyzn      | Zoran Kalinić Dragutin Šurbek | Jiang Jialiang Xie Saike | Hiroyuki Abe Seiji Ono Wang Huiyuan Yang Yuhua |
| gra mieszana               | Guo Yuehua Ni Xialian         | Chen Xinhua Tong Ling    | Cai Zhenhua Cao Yanhua Xie Saike Huang Junqun  |
| konkurs drużynowy mężczyzn | Chiny                         | Szwecja                  | Węgry                                          |
| konkurs drużynowy kobiet   | Chiny                         | Japonia                  | Korea Północna                                 |